# Naděžda Chnykinová-Dvališviliová
Naděžda Pavlovna Chnykinová, rozená Dvališviliová (rusky Надежда Павловна Хныкина-Двалишвили, gruzínsky ნადეჟდა დვალიშვილ-ხნიკინა; * 24. června 1933 Baku), je bývalá sovětská atletka, která soutěžila hlavně na 200 metrů a ve skoku dalekém. Narodila se v ázerbájdžánském Baku a vyrůstala v gruzínském Tbilisi.